# Трифторид-оксид брома
Трифтори́д-окси́д бро́ма — неорганическое соединение
брома, фтора и кислорода с формулой BrOF3,
бесцветная жидкость.

## Получение
- Реакция K[F4BrO] с безводным фтористым водородом:

{\displaystyle {\mathsf {K[F_{4}BrO]+HF\ {\xrightarrow {-72^{o}C}}\ BrOF_{3}+KHF_{2}}}}

## Физические свойства
Трифторид-оксид брома образует бесцветную жидкость, которая неустойчива и разлагается при комнатной температуре.

## Химические свойства
- Разлагается при комнатной температуре:

{\displaystyle {\mathsf {2BrOF_{3}\ {\xrightarrow {20^{o}C}}\ 2BrF_{3}+O_{2}}}}